# Aston Martin Vanquish
Aston Martin Vanquish – samochód sportowy klasy wyższej produkowany przez brytyjską markę Aston Martin w latach 2001 – 2007 oraz ponownie w latach 2012 – 2018.

## Pierwsza generacja

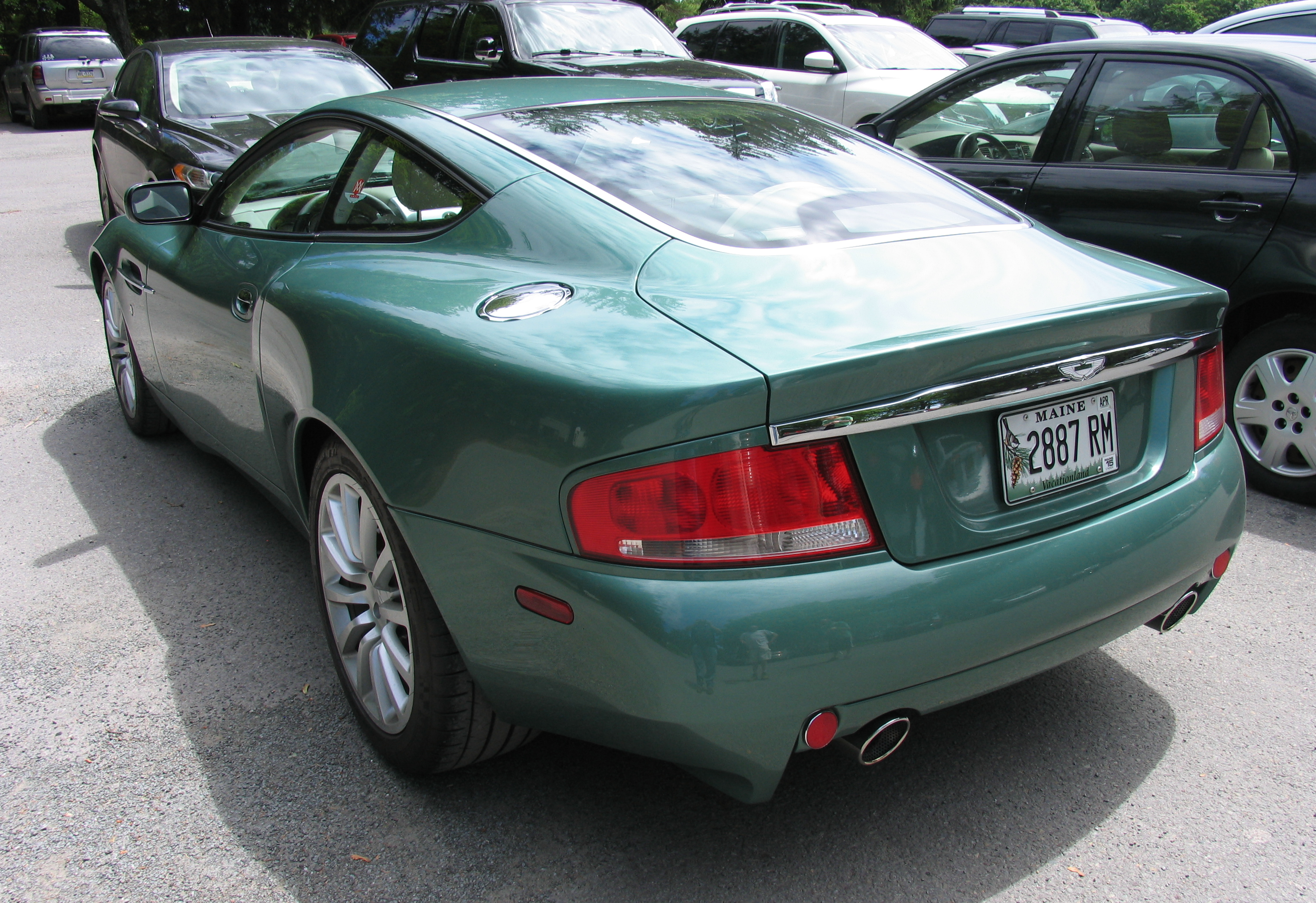
Aston Martin Vanquish I – tył

Aston Martin Vanquish I został zaprezentowany po raz pierwszy w 2001 roku.
Wprowadzenie wersji S wiązało się głównie z niedoskonałością układu przeniesienia napędu, jak i chęcią firmy Aston Martin Lagonda Ltd. do wyśrubowania osiągów modelu Vanquish.
Vanquish S posiada wiele usprawnień w stosunku do poprzednika, niektóre z nich to:
- Mało wytrzymałe sprzęgło modelu Vanquish, które nie było w stanie przenosić należycie mocy na koła, zostało dopracowane.
- Ulepszona skrzynia biegów, która jednak nadal jest uważana za główną wadę tego samochodu.
- Poszerzono przedni wlot powietrza (grill) aby wspomóc chłodzenie silnika.
- Zastosowano efektywniejsze hamulce, które lepiej sobie radzą z zatrzymywaniem ważącego ponad półtorej tony auta.
- Przyśpieszono reakcję układu kierowniczego.
- Obniżono całe auto na zawieszeniu, nadając Vanquishowi S bardziej sportową charakterystykę.
- Zwiększono moc z 460 KM do 520 KM.
- Sylwetka nabrała bardziej muskularnych kształtów, dzięki obniżeniu oporu powietrza do 0.32 w czynniku oporu powietrza.
- Zwiększono prędkość maksymalną do 320 km/h.

Auto jest mocniejsze, łatwiejsze do opanowania w porównaniu do wcześniejszego modelu Vanquish nastąpiła zatem duża zmiana.
Wykończenie samochodu to typowy styl firmy, czyli wszechobecna skóra, ręczne wykonanie, sprzęt audio najwyższej jakości marki LINN, obróbka silnika przy użyciu technik F1.

## Druga generacja

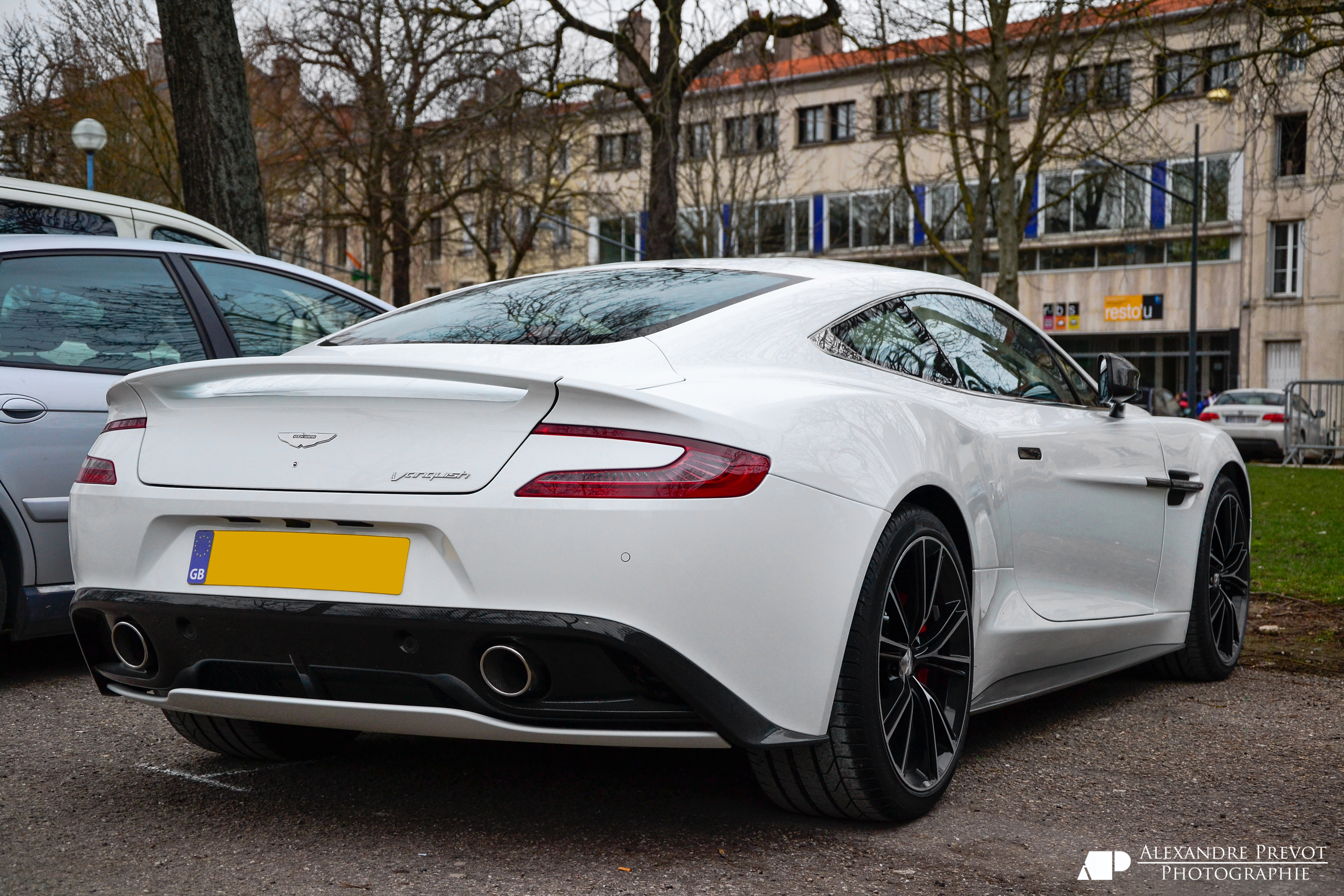
Aston Martin Vanquish II – tył

Aston Martin Vanquish II został zaprezentowany po raz pierwszy w 2012 roku.
Pojazd trafił na rynek jako następca Astona Martina DBS, przywracając jego nazwę do użytku po 5-letniej przerwie. Powstał on na 100-lecie firmy Aston Martin. Silnik V12 o pojemności 5935 cm³ to złożone w całość dwa silniki V6 Forda. Samochód jest dostępny w wersji 2+2 lub 2+0. Cena jednego egzemplarza to 189 955 euro i pierwsze dostawy zaczęły się jesienią 2012 roku.
W 2013 roku producent wprowadził do oferty wersję Aston Martin Vanquish Volante Neiman Marcus Edition. Jest to seria limitowana dostępna tylko w 10 egzemplarzach.
Produkcja Vanquisha została zakończona w 2018 roku. Aston Martin zdecydował się ponownie zmienić nazwę następcy na DBS z dopiskiem Superleggera.